# James Gosling
James Arthur Gosling, OC (1955. május 19.) kanadai számítógéptudós, aki leginkább a Java programozási nyelv atyjaként ismert.

## Tanulmányai és karrierje
Gosling 1977-ben szerezte meg számítástudományból a University of Calgary egyetemen a BSc-t majd, 1983-ban pedig a Ph.D-t a Carnegie Mellon University-n szintén számítástudományból, bírálója Bob Sproull volt.
A doktori megszerzése alatt elkészítette az Emacs egy verzióját, amit Gosling Emacs (Gosmacs)-nak nevezett el. A Sun Microsystems-hez való csatlakozása előtt elkészítette a Unix egy multi-processzoros változatát is, a Carnegie Mellon Egyetemen számos fordítót és levelező rendszert készített.
1984 és 2010 között Gosling a Sun Microsystems-nél volt alkalmazásban. A Java programozási nyelv atyjaként tartják számon.
2010. április 2-án Gosling otthagyta a Sun Microsystems-et, amelyet akkoriban vásárolt fel az Oracle Corporation. A kilépésével kapcsolatban Gosling arra hivatkozott, hogy csökkent a fizetése, státusza, döntéshozatali lehetőségei, szerepe, és etikai kihívásai. Azóta kritikus álláspontot képvisel az Orcacle-lel kapcsolatban az interjúiban, már "a SUN és az Oracle integrációs megbeszélésein is, ahol mi fel voltunk tüzelve a Sun és Google közötti szabadalmi helyzet miatt, láthattuk szikrázni az Oracle ügyvédeinek szemét". Később, az Oracle-Google Android-dal kapcsolatos vitájakor tisztázta az álláspontját, mondván: "Csak azért, mert a Sunnak nem volt szabadalmi opciója a mi általános kódunkra, ez nem jelenti azt, hogy mi nem éreztük volna rossznak. Bár vannak nézeteltéréseim az Oracle-lel, de ebben az esetben nekik van igazuk. A Google teljesen lecsupaszította a Sunt. Minket mindannyiunkat zavart, még Jonathan [Schwartz]-t is: ő elhatározta, hogy mosolygós arcot vág és megpróbált citromból limonádét csinálni, ami sokakat zavart a Sunnál".
2011. március 28-án James Gosling bejelentette a blogján, hogy az Google-nak fog dolgozni. Öt hónappal később bejelentette, hogy csatlakozik egy Liquid Robotics nevű startup céghez.
Goslingot tanácsadóként jegyzik a Typesafe Inc. nevű Scala cégnél és stratégiai tanácsadóként az Eucalyptus-nál.

## Közreműködések
Goslingra általában a Java programozási nyelv 1994-es feltalálójaként tekintenek.
Ő készítette a Java nyelv eredeti tervezetét és ő valósította meg a nyelv eredeti fordítóját és virtuális gépét. Gosling ezen megközelítés gyökereit a korai 80-as évekbeli napjaihoz datálja, amikor posztgraduális hallgatóként készített egy pszeudokód (p-kód) virtuális gépet a labor DEC VAX számítógépéhez, hogy a tanára tudjon UCSD Pascal-ban írt programokat futtatni. A Pascalt p-kódra fordították le, hogy támogassa pontosan ezt a fajta hordozhatóságot. A munkában, amely a Java-hoz vezetett a Sunnál, látta, hogy a széles körben forgalmazott programok architektúra semleges végrehajtása megvalósítható hasonló filozófia implementálásával: mindig ugyanarra a virtuális gépere kell a programot írni.
Ezért a teljesítményéért beválasztották a külföldi társult tagok közé az Amerikai Egyesült Államok Műszaki Tudományok Nemzeti Akadémiájába. Továbbá fő közreműködő volt még számos más számítógépes szoftver rendszerben, mint pl. a NeWS és a Gosling Emacs. Társszerzője volt a "bundle" (csomag) programnak, annak a segédprogramnak, melyet a Brian Kernighan és Rob Pike könyvében a The Unix Programming Environment (A Unix programozási környezet)-ben alaposan kirészleteztek.

## Kitüntetések
- 2002: kitüntették az The Economist innovációs díjjal.[19]
- 2007: megkapta a Kanada Rend keresztet.[20] Ez az elismerés Kanada mások legmagasabb polgári kitüntetése. Viselőinek a második legmagasabb fokú érdemük van az érdemrendek között.

## Könyvek
- Ken Arnold, James Gosling, David Holmes, The Java Programming Language, Fourth Edition, Addison-Wesley Professional, 2005, ISBN 0-321-34980-6
- James Gosling, Bill Joy, Guy L. Steele Jr., Gilad Bracha, The Java Language Specification, Third Edition, Addison-Wesley Professional, 2005, ISBN 0-321-24678-0
- Ken Arnold, James Gosling, David Holmes, The Java Programming Language, Third Edition, Addison-Wesley Professional, 2000, ISBN 0-201-70433-1
- James Gosling, Bill Joy, Guy L. Steele Jr., Gilad Bracha, The Java Language Specification, Second Edition, Addison-Wesley, 2000, ISBN 0-201-31008-2
- Gregory Bollella (Editor), Benjamin Brosgol, James Gosling, Peter Dibble, Steve Furr, David Hardin, Mark Turnbull, The Real-Time Specification for Java, Addison Wesley Longman, 2000, ISBN 0-201-70323-8
- Ken Arnold, James Gosling, The Java programming language Second Edition, Addison-Wesley, 1997, ISBN 0-201-31006-6
- Ken Arnold, James Gosling, The Java programming language, Addison-Wesley, 1996, ISBN 0-201-63455-4
- James Gosling, Bill Joy, Guy L. Steele Jr., The Java Language Specification, Addison Wesley Publishing Company, 1996, ISBN 0-201-63451-1
- James Gosling, Frank Yellin, The Java Team, The Java Application Programming Interface, Volume 2: Window Toolkit and Applets, Addison-Wesley, 1996, ISBN 0-201-63459-7
- James Gosling, Frank Yellin, The Java Team, The Java Application Programming Interface, Volume 1: Core Packages, Addison-Wesley, 1996, ISBN 0-201-63453-8
- James Gosling, Henry McGilton, The Java language Environment: A white paper, Sun Microsystems, 1996
- James Gosling, David S. H. Rosenthal, Michelle J. Arden, The NeWS Book : An Introduction to the Network/Extensible Window System (Sun Technical Reference Library), Springer, 1989, ISBN 0-387-96915-2

## Fordítás
Ez a szócikk részben vagy egészben  a   James Gosling című angol Wikipédia-szócikk ezen változatának fordításán alapul.  Az eredeti cikk szerkesztőit annak laptörténete sorolja fel. Ez a jelzés csupán a megfogalmazás eredetét és a szerzői jogokat jelzi, nem szolgál a cikkben szereplő információk forrásmegjelöléseként.